# Paralephana nigriciliata
Paralephana nigriciliata är en fjärilsart som beskrevs av George Francis Hampson 1910. Paralephana nigriciliata ingår i släktet Paralephana och familjen nattflyn. Inga underarter finns listade i Catalogue of Life.

## Bildgalleri

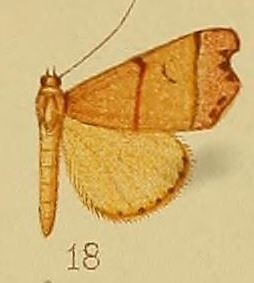